# Сибли, Антуанетт
Антуане́тт Си́бли (англ. Antoinette Sibley; род. 27 февраля 1939 года) — английская артистка балета, прима-балерина лондонского Королевского балета с 1960 года. После ухода со сцены в 1991 году возглавила Королевскую академию танца. Дама Ордена Британской империи.

## Биография

### Сценическая карьера
Антуанетт Сибли родилась в Бромли, пригороде Лондона, 27 февраля 1939 года в семье Эдварда Дж. Сибли и Уинфрид Сибли, урождённой Смит. Образование получила в Лондонской художественной школе и Королевской школе балета. Ещё будучи студенткой, она дебютировала на сцене Ковент-Гардена в «Лебедином озере» в январе 1956 года. В июле того же года она официально вошла в труппу Королевского балета.
Вначале Сибли танцевала небольшие партии: подругу Сванильды в «Коппелии» или Красную Шапочку в «Спящей красавице» Джоан Лоусон из The Dancing Times охарактеризовала её стиль как «лиричность и красота плавных линий». Несколько лет спустя художественный руководитель труппы Нинетт де Валуа решила дать Сибли главную роль: 21 марта 1959 года в утреннем спектакле «Ковент-Гардена» она станцевала Сванильду в балете «Коппелия». В том же 1959 году начинающей балерине выдалась возможность получить наставления от самой Тамары Карсавиной.
24 октября 1959 года Сибли неожиданно получила главную партию в «Лебедином озере», где её партнёром стал Майкл Сомс. Роль Одетты-Одиллии стала большим прорывом Сибли. Вскоре она отправилась на гастроли в Соединённые Штаты и Советский Союз. Наталья Рославлева писала для The Ballet Annual по итогам выступлений в Москве: «Очарование юности, хорошая техника и привлекательная внешность являются составляющей успеха этих танцоров. Но чтобы быть великими, им нужно потратить много пота и слёз и достичь зрелого мастерства».
27 декабря 1961 года Сибли дебютировала в партии Авроры в балете «Спящая  красавица». Её партнёром был Джон Гилпин. Представление получило восторженные отзывы: «Её  Аврора, уже сейчас завораживающая, обещает стать для нового поколения тем же, кем была Фонтейн для моего».
Специально для Антуанетт Сибли и молодого танцовщика Энтони Дауэлла Фредерик Аштон поставил балет «Сон» по комедии Шекспира «Сон в летнюю ночь», где Сибли была предназначена роль Титании, а Дауэлу — Оберона. Историк балета Дэвид Воган писал, что эта постановка имеет право войти в историю современного балета хотя бы благодаря тому, что ей обязана своим появлением пара Сибли — Дауэлл, вторая по популярности после пары Фонтейн — Нуриев. Характеризуя исполнение артистов, Воган добавляет: «Никто не способен повторить лёгкость Сибли в её изображении полудикого существа или шёлковую плавность движений Дауэла».
Среди удач балерины была партия Джульетты в балете Макмиллана «Ромео и Джульетта». В её репертуаре также были Одетта и Одиллия в «Лебедином озере», принцесса Аврора в «Спящей красавице», Жизель в одноимённом балете, партии в балетах Аштона «Симфонические вариации», «Дафнис и Хлоя», «Монотонности», «Загадочные вариации», «Джазовый календарь» («Пятница», партнёр — Рудольф Нуриев), Varii Capricci (партнёр — Майкл Сомс), в балетах Макмиллана «Анастасия» и «Триада», Джерома Роббинса «Танцы на вечеринке» и «Послеполуденный отдых фавна», а также «Приглашение к путешествию» Майкла Кордера и Fleeting Figures Дерека Дина. Антуанетт Сибли была первой исполнительницей заглавной роли в балете Макмиллана «Манон».
Когда Сибли впервые объявила об уходе со сцены, Мэри Кларк (The Guardian) писала: «Другие балерины заменят Сибли во многих ролях, но одна маленькая роль, созданная для неё Аштоном, останется её навсегда — это Дорабелла в „Загадочных вариациях“. Она была Королевой лебедей, Авророй и Жизелью, но для всех, кто видел танец Сибли, есть только Дорабелла».
Сибли впервые объявила об окончании  карьеры балерины в 1979 года, но её неоднократно просили остаться. Окончательное решение было принято в 1989 после нескольких месяцев борьбы с последствиями травмы. Тогда она вспомнила совет Карсавиной — «уйти со сцены до того, как сцена уйдёт от тебя». Больше не выступая, Сибли смогла возглавить в 1991 году Королевскую академию танца, в том же году приняла должность приглашённого преподавателя Королевского балета. В 2000 году возглавила Совет Королевского балета.

### Личная жизнь
С 1964 по 1969 годы Антуанетт Сибли была замужем за танцовщиком Майклом Сомсом. В 1974 году вышла замуж за лондонского банкира Пэнтона Корбетта, в этом браке у неё родились сын и дочь.

## Фильмография
- 1977 — Севилла Хаслам, «Поворотный момент» (режиссёр — Герберт Росс)

## Образ в искусстве
- В 1972 году скульптор Энцо Плаццотта выполнил миниатюрный (11,4 см) бюст балерины, который отлил из серебра.